# De Break-Up Club
De Break-Up Club is een Nederlandse romantische komediefilm uit 2024, geregisseerd door Jonathan Elbers. De film ging op 9 september 2024 in première.

## Verhaal
De film volgt de geslaagde dertiger Dylan die samen met zijn beste vriend Mike een succesvol onderneming, genaamd De Break-Up Club, heeft. Met deze succesvolle onderneming helpen ze klanten hun romantische relaties te beëindigen, zonder dat er conflicten en drama ontstaat.  
De vrienden zijn hier zo succesvol mee dat ze de aandacht weten te trekken van journaliste Zoë. Zij besluit op onderzoek uit te gaan en zich te verdiepen in hun onderneming; ze krijgt het uiteindelijk voor elkaar dat ze een aantal dagen met Dylan en Mike mee mag lopen. Niet wetende dat Dylan tevens door haar partner is ingehuurd om hun relatie te laten beëindigen.

## Rolverdeling
| acteur                 | personage |
| ---------------------- | --------- |
| Juvat Westendorp       | Dylan     |
| Holly Mae Brood        | Zoë       |
| Sarah Bannier          | Lana      |
| Oscar Aerts            | Mike      |
| Sara Afiba             | Monica    |
| Birgit Schuurman       | Trix      |
| Kendrick Etmon         | Sven      |
| Johanna Hagen          | Tessa     |
| Hayo de Kruijf         | Luuk      |
| Christopher van Druijn | John      |
| Han Oldigs             | Edgar     |
| Cynthia Abma           | Cato      |
| Noël van Santen        | Walter    |
| Hannah van Lunteren    | Lotte     |
| Sharifa Smith          | Sophia    |
| Emma Deckers           | Liv       |
| Jasmine Sendar         | Liza      |
| Fauve Geerling         | Asha      |
| Sky Lemmer             | Chantal   |
| David de Lange         | Ricardo   |
| Christine Stegenga     | Hannah    |
| Tomas Rabbering        | Frederik  |
| Lee Towers             | zichzelf  |
| Pearl Jozefzoon        | zangeres  |

## Achtergrond
De film wordt geregisseerd door Jonathan Elbers en geproduceerd door Marcel de Block en Tom de Mol. Het scenario van de film werd geschreven door Gerben Hetebrij. De film werd in januari 2023 aangekondigd, diezelfde maand waren tevens de opnames van start gegaan. Hoofdrollen worden vertolkt door onder anderen Juvat Westendorp, Holly Mae Brood, Oscar Aerts en Sarah Bannier.
Op 1 mei 2024 werden de eerste bewegende beelden gedeeld in de vorm van een teaser trailer. De eerste volledige trailer volgde in juli 2024. De Break-Up Club ging op 9 september 2024 in première voor pers en genodigden. Drie dagen later, op 12 september 2024, werd de film door Dutch FilmWorks landelijk in de bioscopen gebracht.